# Wenzel Wilhelm von Roupov
Wenzel Wilhelm von Roupov, tschechisch Václav Vilém z Roupova, auch Wenzel Wilhelm von Ruppa (geb. um 1580; gest. 20. September 1641 in Leitmeritz) war ein böhmischer Adliger. Bedeutung erlangte er 1618 als Führer des Direktoriums von Böhmen während des Ständeaufstandes in Böhmen. 

## Leben
Wenzel Wilhelm von Roupov entstammte dem böhmischen Adelsgeschlecht Roupov (Páni z Roupova), das sich nach der Ortschaft Roupov im Pilsner Kreis nannte. Er studierte an italienischen und schweizerischen Universitäten und war Mitglied der Böhmischen Brüder. Im Vorfeld des Böhmischen Ständeaufstandes von 1618 war er mehrere Jahre an der antihabsburgischen Opposition beteiligt. 1615 führte er gemeinsam mit den böhmischen Adligen Joachim Andreas von Schlick und Wilhelm von Lobkowitz die Verhandlungen mit Kaiser Matthias, der zugleich König von Böhmen war.
Durch seine Bildung gehörte er zu den herausragenden Mitgliedern des Direktoriums, das ihn zu seinem Führer wählte. Obwohl eines der einflussreichsten Mitglieder, blieb er so sehr in das Wirken des Direktoriums eingebunden, dass er in den nachfolgenden Jahren fast gänzlich in Vergessenheit geriet.
Wenzel Wilhelm von Roupov war mit Alena von Fels und Schwihau verheiratet.
Nach der Schlacht am Weißen Berg verließ er Böhmen und lebte im Exil. In Abwesenheit wurde er verurteilt. 1631 kehrte er kurz mit der Sächsischen Armee zurück; ab 1632 lebte er in Dresden.